# René Delaville-Leroulx
Pour les articles homonymes, voir Delaville et Roulx.
René Le Roulx de La Ville, dit Delaville-Leroulx (3 décembre 1743, Le Blanc - 12 août 1797, Rotterdam), est un administrateur et homme politique français.

## Biographie
Petit-fils de Joseph Le Roux et frère de Joseph Delaville Le Roulx, il intègre l'administration en 1764. Il devient aussi avocat au parlement et premier secrétaire de la première présidence du parlement de Toulouse. Il est nommé directeur des salines du roi, relevant de l'administration des Fermes, en 1782 et est l'un des directeurs généraux de bureaux des Fermes, chargé de la correspondance des achats de tabacs.
Il est élu officier municipal et administrateur au département des travaux publics en octobre 1790.
Il est ministre des Contributions et Revenus publics du 29 juillet 1792 au 10 août 1792. 
Consul de France à Rotterdam en 1795, il est, au moment de sa mort en 1797, commissaire de la marine et du commerce de France à Rotterdam.
Il est le père de trois filles qu'il eut avec son épouse Marie-Maguerite Lombard :
- Marie-Élisabeth-Charlotte Leroulx Delaville, épouse de Dominique-Jean Larrey ;
- Marie-Guillemine Leroulx Delaville, épouse de Pierre-Vincent Benoist ;
- Henriette-Jeanne-Renée Leroulx Delaville, épouse de Godefroy-Barthelemy-Ange Coutanceau.

## Sources
- Guy Antonetti, Les ministres des Finances de la Révolution française au Second Empire (I): Dictionnaire biographique 1790-1814, Institut de la gestion publique et du développement économique, 25 janv. 2013 lire en ligne
- Antoine Lavoisier, 1789-1791, 1997